# Mycoglaena fllicina
Mycoglaena fllicina är en lavart som beskrevs av Lennart Holm och Kerstin Holm. Mycoglaena fllicina ingår i släktet Mycoglaena, klassen Dothideomycetes, divisionen sporsäcksvampar och riket svampar. Arten är reproducerande i Sverige.